# Carteris incana
Carteris incana är en fjärilsart som beskrevs av Paul Dognin 1914. Carteris incana ingår i släktet Carteris och familjen nattflyn. Inga underarter finns listade i Catalogue of Life.